# Astrild rudokřídlý
Astrild rudokřídlý (Pytilia phoenicoptera) je drobný exotický pták z čeledi astrildovitých, z rodu Pytilia. Jedná se o pestré ptáky, kteří se často chovají i jako okrasní. Délka jejich těla se pohybuje okolo 110 mm.

## Potrava
Živí se semeny trav, bobulemi a malým hmyzem (mravenci, termiti), v zajetí je vhodné podávat krmné směsi pro krátkozobé exotické ptáky.

## Způsob života
Žijí v párech, výjimečně i v menších skupinkách.

## Taxonomie
Rozeznáváme dva poddruhy:
- Pytilia phoenicoptera emini
- Pytilia phoenicoptera phoenicoptera (astrild rudokřídlý západní)

Dříve se jako poddruh uznávala i Pytilia phoenicoptera lineata (astrild rudokřídlý páskový), v současnosti se sem již neřadí.

## Vzhled
Tito drobní exotičtí ptáci mají robustní, ale lehké tělo s krátkými zaoblenými křídly. Délkou těla a hmotností se od sebe pohlaví neliší, avšak mají rozdílná zbarvení, díky čemuž není těžké určit pohlaví u dospělých jedinců, mláďata se vybarvují až v pozdějším věku.

### Zbarvení
Co se týče astrilda rudokřídlého západního (Pytilia phoenicoptera phoenicoptera), pak mají samci vrch hlavy a těla popelavě šedý, s načervenalým nádechem na zádech, vrch ocasu má červenou barvu. Prsa a vrchní část břicha jsou jasně šedé s drobným bílým příčným proužkováním, které na břiše a bocích vytváří širší pruhy. Křídla jsou cihlově červená, zobák černý. Samice mají šedé zbarvení, proužky na břiše jsou širší a všechny barvy jsou celkově matnější. Mláďata jsou podobná samicím, ale chybí proužkování.
U Pytilia phoenicoptera emini je zbarvení víceméně shodné se západní formou. Základním rozlišovacím znakem je jasně červený zobák u tohoto poddruhu. I u mláďat Pytilia phoenicoptera emini platí, že jsou spíše podobná samici, pohlaví se u nich tedy dá rozeznat až v pozdějším věku, kdy se začnou vybarvovat.

## Výskyt a vhodné prostředí
Poddruh astrild rudokřídlý západní je rozšířený ve východní Africe, především od jihovýchodního Súdánu až po Etiopii. Pytilia phoenicoptera emini se vyskytuje od severního Kamerunu, přes Středoafrickou republiku a jižní Súdán až po Demokratickou republiku Kongo. Co se národních parků týče, pak je můžeme hojně pozorovat v národním parku Garamba (Demokratická republika Kongo) a Kidepo Valley (Súdán).
Obecně se dá říct, že astrild rudokřídlý obývá řídce zalesněné savany v blízkosti zdroje vody. Jsou to denní tvorové, přes den shánějí potravu ve vysoké trávě nebo na keřích, v noci spí v keřích nebo v korunách nižších stromů.

## Hnízdění
Období rozmnožování se odehrává během druhé poloviny období dešťů. Oba partneři pracují na budování hnízda, která se nachází v husté vegetaci a sestává z kulové struktury složené z trav a rostlinných vláken. Když je hnízdo dostavěno, snese dovnitř samice 4-5 vajec, přičemž se v jejich zahřívání střídá se samcem. Za několik dní se vylíhnou holá a slepá mláďata, která se většinou do tří týdnů plně opeří a za další dva týdny již vylétají z hnízda. Ale ani v dospělosti tito ptáci příliš necestují a udržují se v blízkosti rodného hnízda.

## Chov
Chov astrilda rudokřídlého není levná záležitost, samotný pták stojí okolo 200 eur (což je přes 5,5 tisíce Kč) . Také voliéra či klec by měla být prostorná. Ta by měla být umístěna na slunném místě v teplé místnosti, kde není průvan ani vlhkost . Není vhodné umístit voliéru do venkovního prostředí. V zajetí je vhodné krmit astrildy rudokřídlé směsí pro krátkozobé exotické ptáky a v době hnízdění je možné přidat nějaký hmyz nebo larvy.